# Тиатира
Тиатира (на старогръцки: τὰ Θυάτειρα, Thyatira), днешен Акхисар в Турция, е важен търговски и индустриален древен град в Лидия, Мала Азия. Намирал се в долината на река Ликос, на пътя от Пергам за Сарди.
Тиатира е лидийско селище. След 281 пр.н.е. Селевк I Никатор заселва в града военни колонисти. От 129 пр.н.е. е към Рим и към провинция Азия. Тиатира е известен с текстилната си индустрия и пупурното боядисване. От 297 г. Тиатира е към провинция Лидия, през византийското време е към тема Thrakesion.
Тиатира се споменава в Новия завет в книгата Деяния на апостолите на Лука (16, 14) и в Откровението на Йоан (1, 11; 2, 18. 24.). Апостол Йоан Богослов в Откровението си пише писмо до църковната община в Тиатира:
зная твоите дела, и любов, и служба, и вяра, и търпение, и че последните ти дела са по-много от първите.